# Tetracera volubilis
Tetracera volubilis är en tvåhjärtbladig växtart. Tetracera volubilis ingår i släktet Tetracera och familjen Dilleniaceae.

## Underarter
Arten delas in i följande underarter:
- T. v. mollis
- T. v. volubilis